# Jean-Paul Salomé
Pour les articles homonymes, voir Salomé.
Jean-Paul Salomé, né le 14 septembre 1960, est un réalisateur et scénariste français.

## Biographie
Après avoir étudié le cinéma à la Sorbonne Censier, il est assistant dans le tournage de films, notamment en 1981 dans le film Les Uns et les Autres de Claude Lelouch. Puis il réalise deux courts-métrages qui sont des documentaires : L'Heure d'aimer en 1983 et La petite Commission en 1984. En 1991, il réalise un premier long-métrage pour la télévision : Crimes et jardins dont il a aussi écrit le scénario.
Il réalise par la suite d'autres longs-métrages, dont Les Femmes de l'ombre avec Sophie Marceau, sorti en 2008.
En janvier 2013, il est élu président d'UniFrance Films.

## Filmographie

### Cinéma
- 1994 : Les Braqueuses
- 1998 : Restons groupés
- 2001 : Belphégor, le fantôme du Louvre
- 2004 : Arsène Lupin
- 2008 : Les Femmes de l'ombre
- 2010 : Le Caméléon
- 2013 : Je fais le mort
- 2019 : La Daronne
- 2023 : La Syndicaliste
- 2026 : L’Affaire Bojarski

### Télévision
- 1991 : Crimes et jardins
- 1994 : La Grande fille
- 1997 : La vérité est un vilain défaut

## Distinction
- 46e cérémonie des Césars : nomination pour le César de la meilleure adaptation pour La Daronne[2]
- 17e Prix Jacques Deray décerné par l'Institut Lumière de Lyon, pour La Daronne[3]